# Club Deportivo Litoral (Cochabamba)
El Club Deportivo Cultural Litoral es un club de fútbol boliviano, de la ciudad de Cochabamba. Actualmente juega en la Asociación de Fútbol Cochabamba.

## Historia
El Club Deportivo Litoral fue subcampeón nacional en 1968 y compitió en la Copa Libertadores en la edición 1969 con un equipo conformado solo por jugadores bolivianos, siendo eliminado en la primera fase.
El club fue subcampeón de la Asociación de Fútbol Cochabamba en 1968, y en 1969, detrás de Bata y Wilstermann, respectivamente.

## Uniforme
- Uniforme titular: Camiseta con rayas verticales rojas, blancas y verdes, pantalón verde y medias verdes.
- Uniforme alternativo: Camiseta blanca, pantalón rojo y medias verdes.

| Titular | Visitante |

## Instalaciones

### Estadio
El Club Litoral de Cochabamba juega como local en el estadio Estadio Félix Capriles. El estadio tiene una máxima capacidad de 32 000 espectadores.

## Datos del club
- Temporadas en Primera División: 4 (1966; 1968-1970).
- Mejor puesto en la Primera División: 2.º (1968).
- Temporada en Copa Simón Bolívar: 0
- Primer partido en torneos internacionales: 0 - 1 contra Bolívar (2 de febrero de 1969) (Copa Libertadores 1969).
- Jugador con más goles en torneos internacionales: David Rocha (1 gol).

Participaciones Internacionales
| Torneo                           | Ediciones |
| -------------------------------- | --------- |
| Copa Libertadores de América (1) | 1969.     |

### Litoral en competiciones internacionales
| Torneo                 | Ronda          | Rival         | Local | Visitante |
| ---------------------- | -------------- | ------------- | ----- | --------- |
| Copa Libertadores 1969 | Fase de grupos | Bolívar       | 1–1   | 1–0       |
| Copa Libertadores 1969 | Fase de grupos | Cerro Porteño | 0–1   | 6–0       |
| Copa Libertadores 1969 | Fase de grupos | Olimpia       | 0–3   | 2–0       |

## Homónimos
El Club Litoral de Cochabamba tiene 2 homónimos en Bolivia: en La Paz y en Oruro.
El Club Deportivo Litoral de La Paz, que participó del Campeonato Sudamericano de Campeones en 1948 y el Club Deportivo Litoral de Oruro que llegó a jugar en la primera categoría de la Asociación de Fútbol Oruro.

## Palmarés

### Torneos nacionales
| Competición nacional        | Títulos | Subcampeonatos |
| --------------------------- | ------- | -------------- |
| Primera División de Bolivia |         | 1968. (1)      |

### Torneos regionales
| Competición nacional    | Títulos | Subcampeonatos        |
| ----------------------- | ------- | --------------------- |
| Campeonato Cochabambino |         | 1968, 1969, 1990. (3) |